# Die nächste Begegnung
Die nächste Begegnung (Originaltitel: Garden of Rama) ist ein Roman von Arthur C. Clarke in Zusammenarbeit mit Gentry Lee, erschienen im Jahre 1991. Er ist, nach Rendezvous mit Übermorgen, der zweite Teil der nicht vorgesehenen Fortsetzung von Rendezvous mit 31/439.

## Handlung
Die Geschichte spielt neun Monate nach dem Ende von Rendezvous mit Übermorgen. In einem zylindrischen Raumschiff, das von Außerirdischen zur Erde gesandt wurde, sind drei Astronauten gefangen, darunter nur eine Frau, Nicole Des Jardins. Das Raumschiff wird, seit es 70 Jahre früher schon einmal im Sonnensystem war, Rama genannt und ist mit seinen drei Passagieren in Richtung Sirius unterwegs. Auf der Reise werden fünf Kinder geboren, drei mit Richard Wakefield, und zwei mit Michael O’Toole.
Nach zwölf Jahren Reise erreichen sie ihr Ziel, an dem sie in einen riesigen technischen Komplex, Nodus genannt, überführt werden. Dort werden sie zunächst physiologischen Tests unterworfen und helfen der Nodus-Intelligenz, das Raumschiff für eine Reise vom Sonnensystem zum Nodus für 2000 Personen als weitere Untersuchungsobjekte umzubauen. Nach dem Rückflug, den die Passagiere zum größten Teil im Tiefschlaf verbracht haben, werden die 2000 Passagiere, die von der ISA unter dem Vorwand eine neue Marskolonie zu gründen, angeworben wurden, in ihr neues Habitat aufgenommen.
Doch bald bilden sich aggressive Gruppen, die die Herrschaft über das Habitat erringen wollen. Nach einem Anschlag auf die gesamte politische Führungsebene des Humanhabitats übernehmen diese Gruppen die Herrschaft. Die Menschen entdecken, dass es innerhalb von Rama noch ein weiteres Habitat gibt, das von einer ihnen unbekannten Spezies bewohnt wird. Die neue Regierung beginnt nun, unter dem Vorwand, dass die andere Spezies eine Gefahr für die Menschen darstellt, einen Krieg gegen diese und löscht sie dabei fast vollständig aus. Nur einige Exemplare werden von Richard Wakefield, der sich nach dem Putsch zu diesen Intelligenzen geflüchtet hat, gerettet.
Währenddessen erkennt Rama die Eskalation an Bord und versendet ein Notsignal an seine Erbauer. Das Buch endet mit der bevorstehenden Hinrichtung von Nicole Des Jardins wegen politischer Aufwiegelung gegen die neuen Herrscher.